# Kurija Lentulaj
Kurija Lentulaj je zgrada u mjestu Biškupec Zelinski, općina Sveti Ivan Zelina.

## Opis
Kurija Lentulay nalazi se u Biškupcu Zelinskom, Sveti Ivan Zelina u Zagrebačkoj županiji. Građevina je to od povijesnog značaja s obzirom na to da je usko vezana za hrvatsku povijest i obitelj Mirka pl. Lentulaya, banskog namjesnika iz doba bana Josipa Jelačića. Povijesti kurije svjedoče mnogi povijesni nalazi i spisi temeljem čega je Ministarstvo kulture Republike Hrvatske proglasilo Kuriju kulturnim dobrom pod preventivnom zaštitom. Kurija je od 1961. godine do danas u vlasništvu obitelji Đure Škrljaka iz Sv. Ivana Zeline.